# Vivienne Westwood
Vivienne Westwood, nascida Vivienne Isabel Swire (Derbyshire, 8 de abril de 1941 – 29 de dezembro de 2022), foi uma estilista britânica responsável por trazer a moda punk e new wave modernas para o mainstream.
Westwood tornou-se conhecida do público quando fez roupas para a boutique que ela e Malcolm McLaren administravam na King's Road, que ficou conhecida como SEX. Sua capacidade de sintetizar roupas e música moldou a cena punk britânica dos anos 1970, dominada pela banda de McLaren, os Sex Pistols. Ela via o punk como uma forma de "ver se alguém poderia colocar um raio no sistema".
Westwood abriu quatro lojas em Londres e eventualmente expandiu pela Grã-Bretanha e pelo mundo, vendendo uma gama cada vez mais variada de mercadorias, algumas das quais promoveram suas muitas causas políticas, como a Campanha pelo Desarmamento Nuclear, mudanças climáticas e grupos de direitos civis. Em 2006 foi agraciada com o título de Dama Comandante da Ordem do Império Britânico.

## Biografia

### Primeiros anos
Vivienne Westwood nasceu na vila de Tintwistle, Cheshire, em 8 de abril de 1941, como filha de Gordon Swire e Dora Swire (nascida Ball), casados desde 1939, duas semanas após a eclosão da a Segunda Guerra Mundial. Na época do nascimento de Vivienne, seu pai trabalhava como lojista em uma fábrica de aviões; anteriormente já havia trabalhado como verdureiro.
Em 1958, sua família mudou-se para Harrow, na Grande Londres, e Westwood fez um curso de joalheria e ourivesaria na Universidade de Westminster, então conhecida como Harrow Art School, mas saiu depois de um semestre, dizendo: "Eu não sei como uma garota da classe trabalhadora como eu poderia ganhar a vida no mundo da arte". Depois de conseguir um emprego em uma fábrica e estudar no magistério, ela se tornou professora primária. Nesse período, ela criou suas próprias joias, que vendia em uma barraca na Portobello Road.
Em 1962, ela conheceu Derek Westwood, um aprendiz na fábrica Hoover, em Harrow. Eles se casaram em 21 de julho de 1962; Westwood fez seu próprio vestido de noiva. Em 1963, ela deu à luz um filho, Benjamin.

### Malcolm McLaren
O casamento de Westwood com Derek terminou depois que ela conheceu Malcolm McLaren. Westwood e McLaren mudaram-se para Thurleigh Court, em Balham, em Wendsworth, no sul de Londres, onde seu filho, Joseph Corré, nasceu em 1967. Westwood continuou a ensinar até 1971 e também criou roupas que McLaren desenhou. McLaren tornou-se empresário da banda punk Sex Pistols e, posteriormente, os dois chamaram a atenção, pois a banda usava os designs de Westwood e McLaren.

### Era punk

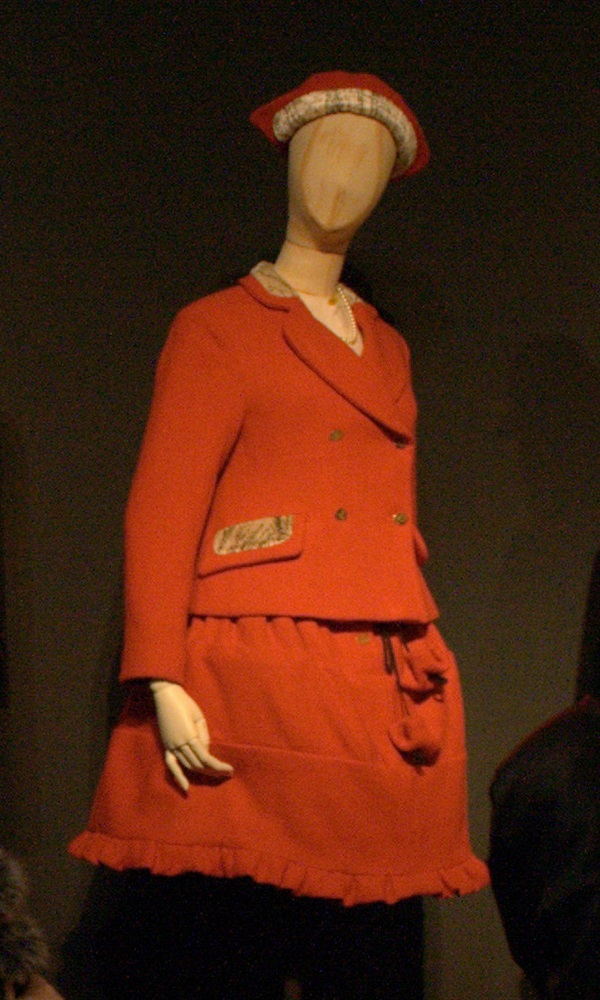
The 'Mini-Crini,' 1985–87

Os designs de Westwood eram independentes e representavam uma declaração de seus próprios valores. Ela colaborou em algumas ocasiões com Gary Ness, que ajudou Westwood com inspirações e títulos para suas coleções.

### Morte
Vivienne Westwood morreu em 29 de dezembro de 2022, aos 81 anos de idade.